# Wieś i Rolnictwo
Wieś i Rolnictwo – kwartalnik naukowy, wydawany przez Instytut Rozwoju Wsi i Rolnictwa PAN. Założony i redagowany przez wiele lat przez prof. Dyzmę Gałaja. Obecnie funkcję redaktora naczelnego pełni dr hab. Adam Czarnecki, prof. IRWiR PAN.

## Cele i zakres tematyczny
Wieś i Rolnictwo publikuje wyniki oryginalnych badań naukowych z dziedziny nauk społecznych. Celem (misją) kwartalnika jest przyczynianie się do zwiększenia wiedzy i lepszego zrozumienia przemian zachodzących w gospodarkach, społecznościach lokalnych, kulturach, przestrzeni wiejskiej i rolniczej; osiąganie postępu w definiowaniu i rozpoznawaniu przejawów wiejskości we współczesnym świecie; jak również stymulowanie debaty na temat kształtowania i realizacji polityki rolnej i wiejskiej oraz odkrywanie nowych wymiarów wzajemnych relacji między człowiekiem a środowiskiem przyrodniczym.
Czasopismo jest miejscem forum wymiany wiedzy, koncepcji, idei i poglądów wywodzących się z różnych ujęć teoretycznych i perspektyw metodologicznych, które czynią obszary wiejskie i rolnictwo przedmiotem swoich zainteresowań, w tym zwłaszcza: socjologii wsi, ekonomiki rolnictwa, geografii człowieka i gospodarki przestrzennej, a także demografii, etnologii, kulturoznawstwa, historii oraz nauk o polityce.

## Dostępność
Wieś i Rolnictwo jest czasopismem open access wdrożonym na pltatformie Open Journal Systems (OJS), która jest rozwijana w ramach Public Knowledge Project (PKP). Publikowanie, czytanie oraz pobieranie artykułów jest bezpłatne z zastrzeżeniem praw autorskich. Prace publikowane w czasopiśmie dostępne są na licencji Creative Commons: Uznanie autorstwa (CC BY).

## Skrót nazwy wg ISO 4
Według standardu ISO 4 (Informacja i dokumentacja - Zasady skrótem słów w tytułach i tytuły publikacji) skrót tytułu czasopisma brzmi: Wieś Roln.